# Список лауреатів Нобелівської премії з літератури

Аверс медалі лауреата премії

Нобелівська премія з літератури (швед. Nobelpriset i litteratur) — одна з п'яти премій, започаткованих у 1895 Альфредом Нобелем, яку присуджують щорічно за видатний внесок у розвиток світової літератури. Лауреата премії визначає щороку в жовтні Комітет з присудження Нобелівської премії з літератури, що складається з 5 осіб — членів Шведської академії. Нагородження лауреата Премії з літератури відбувається разом з лауреатами в інших галузях в річницю смерті Альфреда Нобеля 10 грудня кожного року у Стокгольмі. Кожному лауреату вручається медаль, диплом та грошова винагорода.

## Лауреати

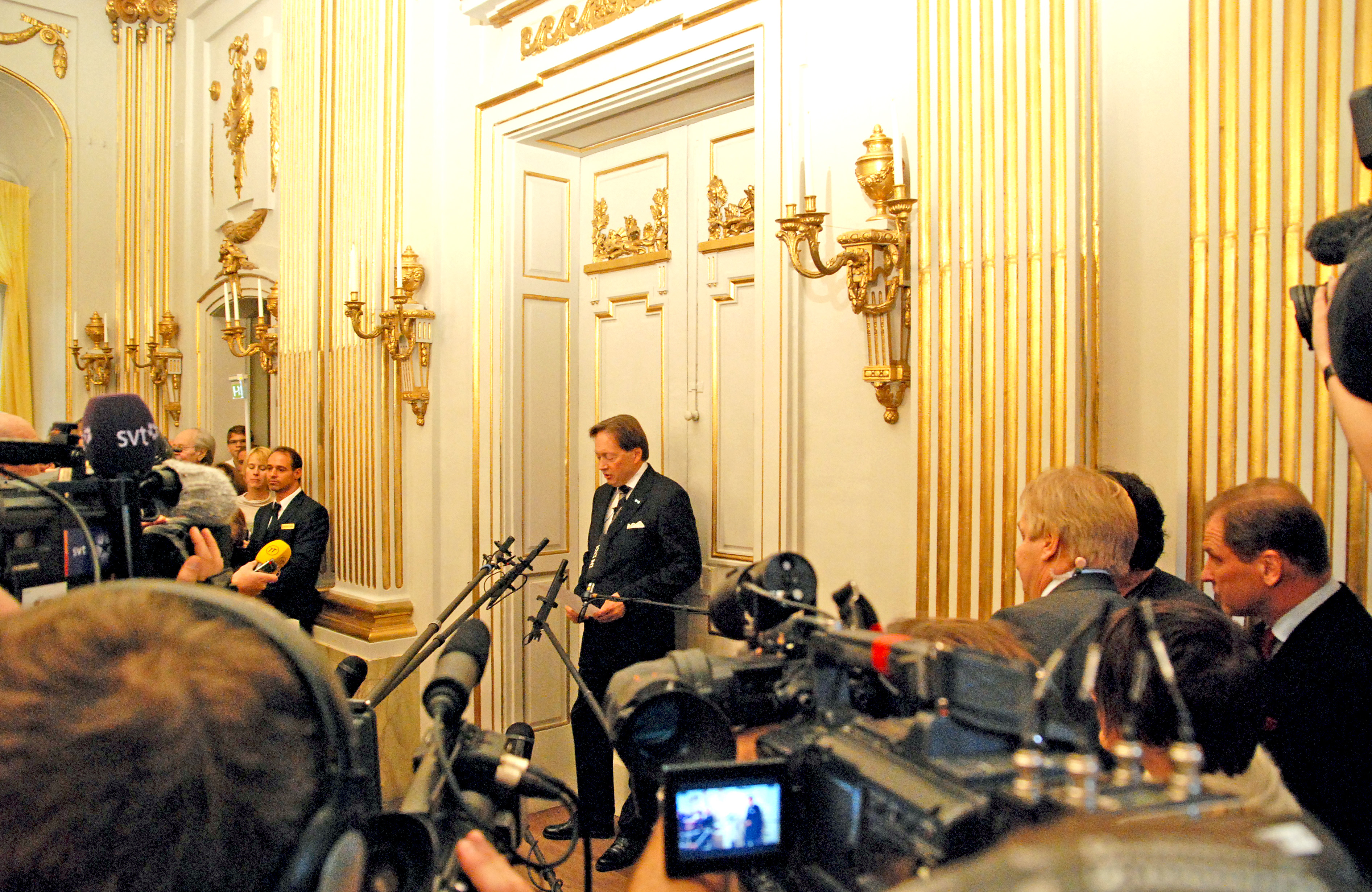
Оголошення лауреата Нобелівської премії з літератури 2008 Горасом Енгладем

Вперше Нобелівську премію з літератури було присуджено у 1901 році французькому поетові Сюллі-Прюдом.
За час свого існування премію присуджували 116 разів, а її лауреатами стали 120 осіб. Зазвичай лауреатом премії ставала одна людина, однак у 1904, 1917, 1966 та 1974 роках премію присуджували одразу двом літераторам, а у 1914, 1918, 1935 та 1940–1943 роках — не присуджували взагалі.
З-поміж 120 лауреатів 103 є чоловіками і 17 — жінками. Найпершою жінкою, що здобула премію з літератури стала Сельма Лагерлеф зі Швеції — лауреат 1909 року. Крім неї жінки здобували премію у 1926, 1928, 1938, 1945, 1966, 1991, 1993, 1996, 2004, 2007, 2009, 2013, 2015, 2018, 2020 та 2022роках.
Середній вік лауреатів на момент здобуття премії станом на 2012 рік становить 64 роки. Наймолодшим лауреатом Нобелівської премії з літератури є англійський поет і прозаїк Редьярд Кіплінг, який здобув премію 1907 у віці 42 років, найстаршим — англійська письменниця Доріс Лессінг, лауреат премії 2007, вік якої на момент присудження премії становив 88 років.
Двічі лауреати відмовлялися від присуджених їм премій. Борис Пастернак — лауреат 1958 року — відмовився від премії через тиск радянської влади, диплом та медаль лауреата премії були вручені його сину у 1989 році. 1964 року Жан-Поль Сартр відмовився від премії, зазначивши у своєму листі до Шведської академії, що «письменник не повинен перетворюватися на громадський інститут».
У 1931 році Ерік Аксель Карлфельдт був удостоєний Нобелівської премії посмертно.

## Список лауреатів
Легенда:
| Рік  | Портрет         | Ім'я                                      | Країна                                                 | Мова                    | Обґрунтування | Примітка |
| ---- | --------------- | ----------------------------------------- | ------------------------------------------------------ | ----------------------- | --- | -------- |
| 1901 |                 | Сюллі-Прюдом (1839—1907)                  | Франція                                                | Французька              | За видатні літературні достоїнства, високий ідеалізм, художню досконалість і незвичайне поєднання душевності й талантуОригінальний текст (англ.) In special recognition of his poetic composition, which gives evidence of lofty idealism, artistic perfection and a rare combination of the qualities of both heart and intellect | [ 8 ]    |
| 1902 |                 | Теодор Моммзен (1817—1903)                | Німецька імперія                                       | Німецька                | Видатному майстру історичної оповіді за монументальну працю «Римська історія»Оригінальний текст (англ.) The greatest living master of the art of historical writing, with special reference to his monumental work, A history of Rome | [ 9 ]    |
| 1903 |                 | Б'єрнстьєрне Б'єрнсон (1832—1910)         | Норвегія                                               | Норвезька               | За благородну високу й різносторонню поезію, що завжди відрізнялася свіжістю натхнення й рідкісною чистотою духуОригінальний текст (англ.) As a tribute to his noble, magnificent and versatile poetry, which has always been distinguished by both the freshness of its inspiration and the rare purity of its spirit | [ 10 ]   |
| 1904 |                 | Фредерик Містраль (1830—1914)             | Франція                                                | Окситанська             | За свіжість і оригінальність поетичних творів, що правдиво відображають дух народу, а також за наукові роботи як провансальського філологаОригінальний текст (англ.) In recognition of the fresh originality and true inspiration of his poetic production, which faithfully reflects the natural scenery and native spirit of his people, and, in addition, his significant work as a Provençal philologist                                                                                         | [ 11 ]   |
| 1904 |                 | Хосе Ечеґарай-і-Ейсаґірре (1832—1916)     | Іспанія                                                | Іспанська               | За численні заслуги у відродженні традицій іспанської драмиОригінальний текст (англ.) In recognition of the numerous and brilliant compositions which, in an individual and original manner, have revived the great traditions of the Spanish drama | [ 11 ]   |
| 1905 |                 | Генрик Сенкевич (1849—1916)               | Польща (народився в Російській імперії)                | Польська                | За видатні заслуги у сфері епосуОригінальний текст (англ.) Because of his outstanding merits as an epic writer | [ 12 ]   |
| 1906 |                 | Джозуе Кардуччі (1835—1907)               | Королівство Італія                                     | Італійська              | Не тільки за глибокі знання та критичний розум, але й перш за все за творчу енергію, свіжість стилю й ліричну силу, що характерна для його поетичних шедеврівОригінальний текст (англ.) Not only in consideration of his deep learning and critical research, but above all as a tribute to the creative energy, freshness of style, and lyrical force which characterize his poetic masterpieces | [ 13 ]   |
| 1907 |                 | Редьярд Кіплінг (1865—1936)               | Велика Британія                                        | Англійська              | За спостережливість, яскраву фантазію, зрілість ідей та видатний талант оповідачаОригінальний текст (англ.) In consideration of the power of observation, originality of imagination, virility of ideas and remarkable talent for narration which characterize the creations of this world-famous author | [ 14 ]   |
| 1908 |                 | Рудольф Крістоф Ойкен (1846—1926)         | Німецька імперія                                       | Німецька                | За пошуки істини, проникливу силу думки, широкий світогляд, жвавість й переконливість, з якими він відстоював і розвивав ідеалістичну філософіюОригінальний текст (англ.) In recognition of his earnest search for truth, his penetrating power of thought, his wide range of vision, and the warmth and strength in presentation with which in his numerous works he has vindicated and developed an idealistic philosophy of life                                                                  | [ 15 ]   |
| 1909 |                 | Сельма Лагерлеф (1858—1940)               | Швеція                                                 | Шведська                | Як данина високому ідеалізму, яскравій уяві й духовному проникненню, що вирізняють усі її твориОригінальний текст (англ.) In appreciation of the lofty idealism, vivid imagination and spiritual perception that characterize her writings | [ 16 ]   |
| 1910 |                 | Пауль Гейзе (1830—1914)                   | Німецька імперія                                       | Німецька                | За художність та ідеалізм, які він демонстрував протягом свого довгого й продуктивного творчого шляху як ліричний поет, драматург, романіст та автор відомих усьому світові новелОригінальний текст (англ.) As a tribute to the consummate artistry, permeated with idealism, which he has demonstrated during his long productive career as a lyric poet, dramatist, novelist and writer of world-renowned short stories                                                                            | [ 17 ]   |
| 1911 |                 | Моріс Метерлінк (1862—1949)               | Бельгія                                                | Французька              | За багатогранну літературну діяльність, особливо за драматичні твори, відмічені багатою уявою та поетичною фантазієюОригінальний текст (англ.) In appreciation of his many-sided literary activities, and especially of his dramatic works, which are distinguished by a wealth of imagination and by a poetic fancy, which reveals, sometimes in the guise of a fairy tale, a deep inspiration, while in a mysterious way they appeal to the readers' own feelings and stimulate their imaginations | [ 18 ]   |
| 1912 |                 | Гергарт Гауптман (1862—1946)              | Німецька імперія                                       | Німецька                | Передусім на знак визнання плідної, всебічної й видатної діяльності в сфері драматичного мистецтваОригінальний текст (англ.) Primarily in recognition of his fruitful, varied and outstanding production in the realm of dramatic art | [ 19 ]   |
| 1913 |                 | Рабіндранат Тагор (1861—1941)             | Британська Індія                                       | Бенгальська Англійська  | За глибоко емоційні, оригінальні й прекрасні вірші, в яких з винятковою майстерністю виражено його поетичне мислення, що стало, за його власними словами, частиною літератури ЗаходуОригінальний текст (англ.) Because of his profoundly sensitive, fresh and beautiful verse, by which, with consummate skill, he has made his poetic thought, expressed in his own English words, a part of the literature of the West                                                                             | [ 20 ]   |
| 1914 | Не присуджували | Не присуджували                           | Не присуджували                                        | Не присуджували         | Не присуджували | [ 21 ]   |
| 1915 |                 | Ромен Роллан (1866—1944)                  | Франція                                                | Французька              | За високий ідеалізм літературних творів, за співчуття та любов до істини, з якою він описує різні людські типажіОригінальний текст (англ.) As a tribute to the lofty idealism of his literary production and to the sympathy and love of truth with which he has described different types of human beings | [ 22 ]   |
| 1916 |                 | Вернер фон Гейденстам (1859—1940)         | Швеція                                                 | Шведська                | На знак визнання його значення як представника нової епохи у світовій літературіОригінальний текст (англ.) In recognition of his significance as the leading representative of a new era in our literature | [ 23 ]   |
| 1917 |                 | Карл Адольф Г'єллеруп (1857—1919)         | Данія                                                  | Данська                 | За його різноманітну й багату поезію, натхненну високими ідеаламиОригінальний текст (англ.) For his varied and rich poetry, which is inspired by lofty ideals | [ 24 ]   |
| 1917 |                 | Генрік Понтоппідан (1857—1943)            | Данія                                                  | Данська                 | За його правдивий опис сучасного життя в ДаніїОригінальний текст (англ.) For his authentic descriptions of present-day life in Denmark | [ 24 ]   |
| 1918 | Не присуджували | Не присуджували                           | Не присуджували                                        | Не присуджували         | Не присуджували | [ 25 ]   |
| 1919 |                 | Карл Шпіттелер (1845—1924)                | Швейцарія                                              | Німецька                | За незрівнянний епос «Олімпійська весна»Оригінальний текст (англ.) In special appreciation of his epic, Olympian Spring | [ 26 ]   |
| 1920 |                 | Кнут Гамсун (1859—1952)                   | Норвегія                                               | Норвезька               | За його монументальну працю «Соки землі»Оригінальний текст (англ.) For his monumental work, Growth of the Soil | [ 27 ]   |
| 1921 |                 | Анатоль Франс (1844—1924)                 | Франція                                                | Французька              | За блискучі літературні досягнення, відзначені вишуканістю стилю, глибоко вистражданим гуманізмом та істинно галльським темпераментомОригінальний текст (англ.) In recognition of his brilliant literary achievements, characterized as they are by a nobility of style, a profound human sympathy, grace, and a true Gallic temperament | [ 28 ]   |
| 1922 |                 | Хасінто Бенавенте (1866—1954)             | Іспанія                                                | Іспанська               | За блискучу майстерність, з якою він продовжив славні традиції іспанської драмиОригінальний текст (англ.) For the happy manner in which he has continued the illustrious traditions of the Spanish drama | [ 29 ]   |
| 1923 |                 | Вільям Батлер Єйтс (1865—1939)            | Ірландія                                               | Англійська              | За натхненну поетичну творчість, що передає у високохудожній формі національний духОригінальний текст (англ.) For his always inspired poetry, which in a highly artistic form gives expression to the spirit of a whole nation | [ 30 ]   |
| 1924 |                 | Владислав Реймонт (1867—1925)             | Польща                                                 | Польська                | За великий національний епос — роман «Селяни»Оригінальний текст (англ.) For his great national epic, The Peasants | [ 31 ]   |
| 1925 |                 | Бернард Шоу (1856—1950)                   | Велика Британія (народився в Ірландії)                 | Англійська              | За творчість, відзначену ідеалізмом і гуманізмом, за іскрометну сатиру, що часто поєднується з винятковою поетичною красоюОригінальний текст (англ.) For his work which is marked by both idealism and humanity, its stimulating satire often being infused with a singular poetic beauty | [ 32 ]   |
| 1926 |                 | Грація Деледда (1871—1936)                | Королівство Італія                                     | Італійська              | За поетичні твори, в яких із пластичною ясністю описано життя її рідного острова, а також за глибину підходу до людських проблем загаломОригінальний текст (англ.) For her idealistically inspired writings which with plastic clarity picture the life on her native island and with depth and sympathy deal with human problems in general | [ 33 ]   |
| 1927 |                 | Анрі Бергсон (1859—1941)                  | Франція                                                | Французька              | На знак визнання його яскравих і життєствердних ідей, а також за ту виняткову майстерність, з якою ці ідеї було втіленоОригінальний текст (англ.) In recognition of his rich and vitalizing ideas and the brillant skill with which they have been presented | [ 34 ]   |
| 1928 |                 | Сігрід Унсет (1882—1949)                  | Норвегія (народилася в Данії)                          | Норвезька               | Передусім за її видатний опис скандинавського життя СередньовіччяОригінальний текст (англ.) Principally for her powerful descriptions of Northern life during the Middle Ages | [ 35 ]   |
| 1929 |                 | Томас Манн (1875—1955)                    | Німеччина                                              | Німецька                | Передусім за його великий роман «Будденброки», який став класикою сучасної літератури й популярність котрого невпинно зростаєОригінальний текст (англ.) Principally for his great novel, Buddenbrooks, which has won steadily increased recognition as one of the classic works of contemporary literature | [ 36 ]   |
| 1930 |                 | Сінклер Льюїс (1885—1951)                 | США                                                    | Англійська              | За потужне та виразне мистецтво оповіді та за рідкісне вміння з сатирою і гумором створювати нові типажі й характериОригінальний текст (англ.) For his vigorous and graphic art of description and his ability to create, with wit and humour, new types of characters | [ 37 ]   |
| 1931 |                 | Ерік Аксель Карлфельдт (1864—1931)        | Швеція                                                 | Шведська                | За його поезіюОригінальний текст (англ.) The poetry of Erik Axel Karlfeldt | [ 38 ]   |
| 1932 |                 | Джон Голсуорсі (1867—1933)                | Велика Британія                                        | Англійська              | За високе мистецтво оповіді, вершиною якого є «Сага про Форсайтів»Оригінальний текст (англ.) For his distinguished art of narration which takes its highest form in The Forsyte Saga | [ 39 ]   |
| 1933 |                 | Іван Бунін (1870—1953)                    | Франція (народився в Російській імперії)               | Російська               | За строгу майстерність, із якою він розвиває традиції російської класичної прозиОригінальний текст (англ.) For the strict artistry with which he has carried on the classical Russian traditions in prose writing | [ 40 ]   |
| 1934 |                 | Луїджі Піранделло (1867—1936)             | Королівство Італія                                     | Італійська              | За творчу сміливість і винахідливість у відродженні драматургічного й сценічного мистецтваОригінальний текст (англ.) For his bold and ingenious revival of dramatic and scenic art | [ 41 ]   |
| 1935 | Не присуджували | Не присуджували                           | Не присуджували                                        | Не присуджували         | Не присуджували | [ 42 ]   |
| 1936 |                 | Юджин Гладстоун О'Ніл (1888—1953)         | США                                                    | Англійська              | За силу, правдивість і глибоку емоційність драматичних творів, що по-новому трактують жанр трагедіїОригінальний текст (англ.) For the power, honesty and deep-felt emotions of his dramatic works, which embody an original concept of tragedy | [ 43 ]   |
| 1937 |                 | Роже Мартен дю Ґар (1881—1958)            | Франція                                                | Французька              | За художню силу й правду в зображенні людини та найважливіших аспектів сучасного життя у циклі «Родина Тібо»Оригінальний текст (англ.) For the artistic power and truth with which he has depicted human conflict as well as some fundamental aspects of contemporary life in his novel-cycle Les Thibault | [ 44 ]   |
| 1938 |                 | Перл Бак (1892—1973)                      | США                                                    | Англійська              | За її багатий і по-справжньому епічний опис селянського життя в Китаї та за її біографічні шедевриОригінальний текст (англ.) For her rich and truly epic descriptions of peasant life in China and for her biographical masterpieces | [ 45 ]   |
| 1939 |                 | Франс Ееміль Сіланпяя (1888—1964)         | Фінляндія                                              | Фінська                 | За його глибоке розуміння селянства своєї країни і вишукане мистецтво, з яким він зображував їхній спосіб життя та їхній зв'язок із природоюОригінальний текст (англ.) For his deep understanding of his country's peasantry and the exquisite art with which he has portrayed their way of life and their relationship with Nature | [ 46 ]   |
| 1940 | Не присуджували | Не присуджували                           | Не присуджували                                        | Не присуджували         | Не присуджували | [ 47 ]   |
| 1941 | Не присуджували | Не присуджували                           | Не присуджували                                        | Не присуджували         | Не присуджували | [ 48 ]   |
| 1942 | Не присуджували | Не присуджували                           | Не присуджували                                        | Не присуджували         | Не присуджували | [ 49 ]   |
| 1943 | Не присуджували | Не присуджували                           | Не присуджували                                        | Не присуджували         | Не присуджували | [ 50 ]   |
| 1944 |                 | Йоганнес Вільгельм Єнсен (1873—1950)      | Данія                                                  | Данська                 | За рідкісну силу й родючість поетичної уяви, що поєднується з інтелектуальною допитливістю та сміливістю і новизною творчого стилюОригінальний текст (англ.) For the rare strength and fertility of his poetic imagination with which is combined an intellectual curiosity of wide scope and a bold, freshly creative style | [ 51 ]   |
| 1945 |                 | Ґабріела Містраль (1889—1957)             | Чилі                                                   | Іспанська               | За її ліричну поезію, наповнену потужними емоціями, що зробили її символом ідеалістичного прагнення всього латиноамериканського світуОригінальний текст (англ.) For her lyric poetry which, inspired by powerful emotions, has made her name a symbol of the idealistic aspirations of the entire Latin American world | [ 52 ]   |
| 1946 |                 | Герман Гессе (1877—1962)                  | Швейцарія (народився в Німеччині)                      | Німецька                | За сміливість і проникливість у його творах, які є прикладом класичних гуманістичних ідеалів та високого художнього стилюОригінальний текст (англ.) For his inspired writings which, while growing in boldness and penetration, exemplify the classical humanitarian ideals and high qualities of style | [ 53 ]   |
| 1947 |                 | Андре Жід (1869—1951)                     | Франція                                                | Французька              | За глибокі й художньо значущі твори, в яких людські проблеми представлено з безстрашною любов'ю до істини й глибокою психологічною проникливістюОригінальний текст (англ.) For his comprehensive and artistically significant writings, in which human problems and conditions have been presented with a fearless love of truth and keen psychological insight | [ 54 ]   |
| 1948 |                 | Томас Стернз Еліот (1888—1965)            | Велика Британія (народився в США)                      | Англійська              | За його видатний внесок в сучасну поезіюОригінальний текст (англ.) For his outstanding, pioneer contribution to present-day poetry | [ 55 ]   |
| 1949 |                 | Вільям Фолкнер (1897—1962)                | США                                                    | Англійська              | За його потужний художній внесок у сучасний американський романОригінальний текст (англ.) For his powerful and artistically unique contribution to the modern American novel | [ 56 ]   |
| 1950 |                 | Бертран Расселл (1872—1970)               | Велика Британія                                        | Англійська              | На знак визнання його різноманітних і значущих творів, в яких він відстоює гуманістичні ідеали та свободу думкиОригінальний текст (англ.) In recognition of his varied and significant writings in which he champions humanitarian ideals and freedom of thought | [ 57 ]   |
| 1951 |                 | Пер Лаґерквіст (1891—1974)                | Швеція                                                 | Шведська                | За художню силу й справжню незалежність духу, завдяки якій він прагне у своїй поезії віднайти відповіді на одвічні питання людстваОригінальний текст (англ.) For the artistic vigour and true independence of mind with which he endeavours in his poetry to find answers to the eternal questions confronting mankind | [ 58 ]   |
| 1952 |                 | Франсуа Моріак (1885—1970)                | Франція                                                | Французька              | За глибоке духовне прозріння й художню силу, з якою він у своїх романах зобразив драму людського життяОригінальний текст (англ.) For the deep spiritual insight and the artistic intensity with which he has in his novels penetrated the drama of human life | [ 59 ]   |
| 1953 |                 | Вінстон Черчилль (1874—1965)              | Велика Британія                                        | Англійська              | За неперевершеність історичного й біографічного опису, за блискуче ораторське мистецтво, з допомогою якого відстоювалися найвищі людські цінностіОригінальний текст (англ.) For his mastery of historical and biographical description as well as for brilliant oratory in defending exalted human values | [ 60 ]   |
| 1954 |                 | Ернест Хемінгуей (1899—1961)              | США                                                    | Англійська              | За його майстерність у мистецтві оповіді, яку він продемонстрував у повісті «Старий і море» і той вплив, який він справив на сучасний стильОригінальний текст (англ.) For his mastery of the art of narrative, most recently demonstrated in The Old Man and the Sea, and for the influence that he has exerted on contemporary style | [ 61 ]   |
| 1955 |                 | Галдор Лакснесс (1902—1998)               | Ісландія                                               | Ісландська              | За його яскраву силу епічного оповідання, що відродила ісландську літературуОригінальний текст (англ.) For his vivid epic power which has renewed the great narrative art of Iceland | [ 62 ]   |
| 1956 |                 | Хуан Рамон Хіменес (1881—1958)            | Іспанія                                                | Іспанська               | За ліричну поезію, зразок високого духу і художньої чистоти в іспанській поезіїОригінальний текст (англ.) For his lyrical poetry, which in Spanish language constitutes an example of high spirit and artistical purity | [ 63 ]   |
| 1957 |                 | Альбер Камю (1913—1960)                   | Франція (народився в Французькому Алжирі)              | Французька              | За його важливі літературні роботи, які чітко й серйозно висвітлюють проблеми людської совісті в наш часОригінальний текст (англ.) For his important literary production, which with clear-sighted earnestness illuminates the problems of the human conscience in our times | [ 64 ]   |
| 1958 |                 | Борис Пастернак (1890—1960)               | СРСР                                                   | Російська               | За значні досягнення в сучасній ліричній поезії, а також за продовження традицій великого російського епічного романуОригінальний текст (англ.) For his important achievement both in contemporary lyrical poetry and in the field of the great Russian epic tradition | [ 65 ]   |
| 1959 |                 | Сальваторе Квазімодо (1901—1968)          | Італія                                                 | Італійська              | За його ліричну поезію, що висловлює трагічний досвід життя у наш часОригінальний текст (англ.) For his lyrical poetry, which with classical fire expresses the tragic experience of life in our own times | [ 66 ]   |
| 1960 |                 | Сен-Жон Перс (1887—1975)                  | Франція (народився в Ґуаделупі)                        | Французька              | За образність його поезії, що зображує умови нашого життяОригінальний текст (англ.) For the soaring flight and the evocative imagery of his poetry which in a visionary fashion reflects the conditions of our time | [ 67 ]   |
| 1961 |                 | Іво Андрич (1892—1975)                    | СФРЮ (народився в Австро-угорській імперії)            | Сербохорватська         | За силу, з якою він простежив тему долі людини крізь долю її країниОригінальний текст (англ.) For the epic force with which he has traced themes and depicted human destinies drawn from the history of his country | [ 68 ]   |
| 1962 |                 | Джон Стейнбек (1902—1968)                 | США                                                    | Англійська              | За реалістичний і поетичний дар, що поєднується з м'яким гумором і гострим соціальним сприйняттямОригінальний текст (англ.) For his realistic and imaginative writings, combining as they do sympathetic humour and keen social perception | [ 69 ]   |
| 1963 |                 | Йоргос Сеферіс (1900—1971)                | Грецьке королівство (народився в Османській імперії)   | Грецька                 | За його видатні ліричні твори, натхненні глибоким почуттям елліністичного світу культуриОригінальний текст (англ.) For his eminent lyrical writing, inspired by a deep feeling for the Hellenic world of culture | [ 70 ]   |
| 1964 |                 | Жан-Поль Сартр (1905—1980)                | Франція                                                | Французька              | За його багату на ідеї й наповнену духом свободи творчість, що має надзвичайний вплив на наш часОригінальний текст (англ.) For his work which, rich in ideas and filled with the spirit of freedom and the quest for truth, has exerted a far-reaching influence on our age | [ 71 ]   |
| 1965 |                 | Михайло Шолохов (1905—1984)               | СРСР                                                   | Російська               | За художню силу та чесність з якими він описав історичний період життя російського народу в епосі про ДонОригінальний текст (англ.) For the artistic power and integrity with which, in his epic of the Don, he has given expression to a historic phase in the life of the Russian people | [ 72 ]   |
| 1966 |                 | Шмуель Йосеф Аґнон (1888—1970)            | Ізраїль (народився в Бучачі, Австро-Угорська монархія) | Іврит                   | За глибоко оригінальне мистецтво оповіді, навіяне єврейськими народними мотивамиОригінальний текст (англ.) For his profoundly characteristic narrative art with motifs from the life of the Jewish people | [ 73 ]   |
| 1966 |                 | Неллі Закс (1891—1970)                    | Швеція (народилася в Німеччині)                        | Німецька                | За її видатні ліричні та драматичні твори, що досліджують долю єврейського народуОригінальний текст (англ.) For her outstanding lyrical and dramatic writing, which interprets Israel's destiny with touching strength | [ 73 ]   |
| 1967 |                 | Міґель Анхель Астуріас (1899—1974)        | Гватемала                                              | Іспанська               | За яскраві творчі досягнення, в основі яких лежить інтерес до звичаїв і традицій індіанців Латинської АмерикиОригінальний текст (англ.) For his vivid literary achievement, deep-rooted in the national traits and traditions of Indian peoples of Latin America | [ 74 ]   |
| 1968 |                 | Ясунарі Кавабата (1899—1972)              | Японія                                                 | Японська                | За його майстерність оповіді, за допомогою якого він із великою чуттєвістю зображує сутність японського духуОригінальний текст (англ.) For his narrative mastery, which with great sensibility expresses the essence of the Japanese mind | [ 75 ]   |
| 1969 |                 | Семюел Беккет (1906—1989)                 | Ірландія                                               | Англійська Французька   | За його новаторські драматичні й прозові твори, в яких трагізм сучасної людини стає її тріумфомОригінальний текст (англ.) For his writing, which — in new forms for the novel and drama — in the destitution of modern man acquires its elevation | [ 76 ]   |
| 1970 |                 | Олександр Солженіцин (1918—2008)          | СРСР                                                   | Російська               | За силу епічних оповідань, у яких він дотримується традицій російської літературиОригінальний текст (англ.) For the ethical force with which he has pursued the indispensable traditions of Russian literature | [ 77 ]   |
| 1971 |                 | Пабло Неруда (1904—1973)                  | Чилі                                                   | Іспанська               | За поезію, яка з надприродною силою втілила у собі долю і мрії цілого континентуОригінальний текст (англ.) For a poetry that with the action of an elemental force brings alive a continent's destiny and dreams | [ 78 ]   |
| 1972 |                 | Генріх Белль (1917—1985)                  | Західна Німеччина                                      | Німецька                | За творчість, у якій поєднано широке охоплення дійсності з високим мистецтвом створення характерів і яке стало вагомим внеском у відродження німецької літературиОригінальний текст (англ.) For his writing which through its combination of a broad perspective on his time and a sensitive skill in characterization has contributed to a renewal of German literature | [ 79 ]   |
| 1973 |                 | Патрік Вайт (1912—1990)                   | Австралія (народився в Великій Британії)               | Англійська              | За його епічне й психологічне мистецтво оповіді, завдяки якому було відкрито новий літературний материкОригінальний текст (англ.) For an epic and psychological narrative art which has introduced a new continent into literature | [ 80 ]   |
| 1974 |                 | Ейвінд Юнсон (1900—1976)                  | Швеція                                                 | Шведська                | За розповідне мистецтво, що розтинає простір і час, служачи свободіОригінальний текст (англ.) For a narrative art, far-seeing in lands and ages, in the service of freedom | [ 81 ]   |
| 1974 |                 | Гаррі Мартінсон (1904—1978)               | Швеція                                                 | Шведська                | За творчість, яка охплює все — від краплі роси до космосуОригінальний текст (англ.) For writings that catch the dewdrop and reflect the cosmos | [ 81 ]   |
| 1975 |                 | Еудженіо Монтале (1896—1981)              | Італія                                                 | Італійська              | За досягнення в поезії, яка вирізняється величезною проникливістю та вираженням поглядів на життя, повністю позбавленого ілюзійОригінальний текст (англ.) For his distinctive poetry which, with great artistic sensitivity, has interpreted human values under the sign of an outlook on life with no illusions | [ 82 ]   |
| 1976 |                 | Сол Беллоу (1915—2005)                    | США (народився в Канаді)                               | Англійська              | За людське розуміння і тонкий аналіз сучасної культури, які поєднані у його творахОригінальний текст (англ.) For the human understanding and subtle analysis of contemporary culture that are combined in his work | [ 83 ]   |
| 1977 |                 | Вісенте Алейксандре (1898—1984)           | Іспанія                                                | Іспанська               | За його поетичні твори, що висвітлюють стан людини у космосі й сучасному суспільстві та водночас відновлюють традиції іспанської поезії в міжвоєнний періодОригінальний текст (англ.) For a creative poetic writing which illuminates man's condition in the cosmos and in present-day society, at the same time representing the great renewal of the traditions of Spanish poetry between the wars                                                                                                 | [ 84 ]   |
| 1978 |                 | Ісаак Башевіс Зінґер (1904—1991)          | США (народився в Польщі)                               | Їдиш                    | За емоційне мистецтво оповіді, що, йдучи своїм корінням у польсько-єврейські культурні традиції, підіймає вічні питанняОригінальний текст (англ.) For his impassioned narrative art which, with roots in a Polish-Jewish cultural tradition, brings universal human conditions to life | [ 85 ]   |
| 1979 |                 | Одіссеас Елітіс (1911—1996)               | Греція                                                 | Грецька                 | За його поезію, яка на тлі грецьких традицій зображує чуттєву силу й боротьбу людини за свободу і творчістьОригінальний текст (англ.) For his poetry, which, against the background of Greek tradition, depicts with sensuous strength and intellectual clear-sightedness modern man's struggle for freedom and creativeness | [ 86 ]   |
| 1980 |                 | Чеслав Мілош (1911—2004)                  | Польща (народився в Російській імперії)                | Польська                | Хто передбачав незахищенність людини у світі, наповненому конфліктівОригінальний текст (англ.) Who with uncompromising clear-sightedness voices man's exposed condition in a world of severe conflicts | [ 87 ]   |
| 1981 |                 | Еліас Канетті (1905—1994)                 | Велика Британія (народився в Болгарії)                 | Німецька                | За оповідання, яким притаманний широкий світогляд, багатство ідей і художня силаОригінальний текст (англ.) For writings marked by a broad outlook, a wealth of ideas and artistic power | [ 88 ]   |
| 1982 |                 | Габрієль Гарсія Маркес (1927—2014)        | Колумбія                                               | Іспанська               | За романи та оповідання, в яких фантазія та реальність, поєднуючись, зображують життя і конфлікти всього континентуОригінальний текст (англ.) For his novels and short stories, in which the fantastic and the realistic are combined in a richly composed world of imagination, reflecting a continent's life and conflicts | [ 89 ]   |
| 1983 |                 | Вільям Голдінг (1911—1993)                | Велика Британія                                        | Англійська              | За його романи, що висвітлюють життя людини у сучасному світіОригінальний текст (англ.) For his novels which, with the perspicuity of realistic narrative art and the diversity and universality of myth, illuminate the human condition in the world of today | [ 90 ]   |
| 1984 |                 | Ярослав Сайферт (1901—1986)               | Чехословаччина (народився в Австро-угорській імперії)  | Чеська                  | За його поезію, наповнену свіжістю, винахідливістю та багатими образами, яка є втіленням вільного духу та різнобічності людиниОригінальний текст (англ.) For his poetry which endowed with freshness, sensuality and rich inventiveness provides a liberating image of the indomitable spirit and versatility of man | [ 91 ]   |
| 1985 |                 | Клод Сімон (1913—2005)                    | Франція (народився в Французькому Мадагаскарі)         | Французька              | Хто у своїх романах поєднав образ поета-художника з поглибленим розумінням часу у зображенні людських умовОригінальний текст (англ.) Who in his novel combines the poet's and the painter's creativeness with a deepened awareness of time in the depiction of the human condition | [ 92 ]   |
| 1986 |                 | Воле Шоїнка (нар. 1934)                   | Нігерія                                                | Англійська              | За створення театру величезної культурної перспективи й поезіїОригінальний текст (англ.) Who in a wide cultural perspective and with poetic overtones fashions the drama of existence | [ 93 ]   |
| 1987 |                 | Йосип Бродський (1940—1996)               | США (народився в СРСР)                                 | Російська та Англійська | За авторську всеосяжність, насичену ясністю думок і поетичністюОригінальний текст (англ.) For an all-embracing authorship, imbued with clarity of thought and poetic intensity | [ 94 ]   |
| 1988 |                 | Наґіб Махфуз (1911—2006)                  | Єгипет                                                 | Арабська                | За реалізм і багатство відтінків арабської оповіді, що має значення для всього людстваОригінальний текст (англ.) Who, through works rich in nuance - now clear-sightedly realistic, now evocatively ambiguous - has formed an Arabian narrative art that applies to all mankind | [ 95 ]   |
| 1989 |                 | Каміло Хосе Села (1916—2002)              | Іспанія                                                | Іспанська               | За виразну й потужну прозу, що співчутливо й зворушливо описує людські слабкостіОригінальний текст (англ.) For a rich and intensive prose, which with restrained compassion forms a challenging vision of man's vulnerability | [ 96 ]   |
| 1990 |                 | Октавіо Пас (1914—1998)                   | Мексика                                                | Іспанська               | За упереджені всеосяжні твори, позначені почуттєвим інтелектом і гуманістичною цілісністюОригінальний текст (англ.) For impassioned writing with wide horizons, characterized by sensuous intelligence and humanistic integrity | [ 97 ]   |
| 1991 |                 | Надін Гордімер (1923—2014)                | Південна Африка                                        | Англійська              | Хто своїм прекрасним епосом принесла величезну користь людствуОригінальний текст (англ.) Who through her magnificent epic writing has - in the words of Alfred Nobel - been of very great benefit to humanity | [ 98 ]   |
| 1992 |                 | Дерек Волкотт (1930—2017)                 | Сент-Люсія                                             | Англійська              | За яскраву поетичну творчість, ноповнену історизмом, що є результатом відданості культурі у всій її різноманітностіОригінальний текст (англ.) For a poetic oeuvre of great luminosity, sustained by a historical vision, the outcome of a multicultural commitment | [ 99 ]   |
| 1993 |                 | Тоні Моррісон (1931—2019)                 | США                                                    | Англійська              | Хто у своїх наповнених мріями і поезією романах зобразила важливий аспект американської реальностіОригінальний текст (англ.) Who in novels characterized by visionary force and poetic import, gives life to an essential aspect of American reality | [ 100 ]  |
| 1994 |                 | Кендзабуро Ое (1935—2023)                 | Японія                                                 | Японська                | Хто поетичною силою створив уявний світ, в якому життя і міф проявляються у вигляді картини скрутного життя людиниОригінальний текст (англ.) Who with poetic force creates an imagined world, where life and myth condense to form a disconcerting picture of the human predicament today | [ 101 ]  |
| 1995 |                 | Шеймас Гіні (1939—2013)                   | Ірландія (народився в Великій Британії)                | Англійська              | За ліричну красу й етичну глибину поезії, що відкриває перед нами дивовижні будні й повертає до життя минулеОригінальний текст (англ.) For works of lyrical beauty and ethical depth, which exalt everyday miracles and the living past | [ 102 ]  |
| 1996 |                 | Віслава Шимборська (1923—2012)            | Польща                                                 | Польська                | За поезію, що з іронічною точністю зображує історичні та біологічні явища в контексті реальності людстваОригінальний текст (англ.) For poetry that with ironic precision allows the historical and biological context to come to light in fragments of human reality | [ 103 ]  |
| 1997 |                 | Даріо Фо (1926—2016)                      | Італія                                                 | Італійська              | Хто, наслідуючи середньовічних блазнів, картає владу, відстоюючи честь пригнобленихОригінальний текст (англ.) Who emulates the jesters of the Middle Ages in scourging authority and upholding the dignity of the downtrodden | [ 104 ]  |
| 1998 |                 | Жозе Сарамаґо (1922—2010)                 | Португалія                                             | Португальська           | Хто за допомогою притч, наповнених уявою, співчуттям та іронією, дає можливість осягнути ілюзорну реальністьОригінальний текст (англ.) Who with parables sustained by imagination, compassion and irony continually enables us once again to apprehend an elusory reality | [ 105 ]  |
| 1999 |                 | Гюнтер Грасс (1927—2015)                  | Німеччина                                              | Німецька                | Чиї пустотливі чорні байки змальовують забуте обличчя історіїОригінальний текст (англ.) Whose frolicsome black fables portray the forgotten face of history | [ 106 ]  |
| 2000 |                 | Ґао Сінцзянь (нар. 1940)                  | Франція (народився в КНР)                              | Китайська               | За твори всесвітнього значення, просякнуті гіркотою за становище людини у сучасному світі, що відкривають нові можливості для китайського роману та драмиОригінальний текст (англ.) For an œuvre of universal validity, bitter insights and linguistic ingenuity, which has opened new paths for the Chinese novel and drama | [ 107 ]  |
| 2001 |                 | Відьядхар Сураджпрасад Найпол (1932—2018) | Велика Британія (народився в Тринідад і Тобаго)        | Англійська              | За поєднання проникливої оповіді та дослідження у творах, що змушують нас замислитися про речі, які зазвичай не обговорюютьОригінальний текст (англ.) For having united perceptive narrative and incorruptible scrutiny in works that compel us to see the presence of suppressed histories | [ 108 ]  |
| 2002 |                 | Імре Кертес (1929—2016)                   | Угорщина                                               | Угорська                | За опис досвіду боротьби індивіда проти варварського деспотизму історіїОригінальний текст (англ.) For writing that upholds the fragile experience of the individual against the barbaric arbitrariness of history | [ 109 ]  |
| 2003 |                 | Джон Максвелл Кутзее (нар. 1940)          | Австралія (народився в Південній Африці)               | Англійська              | Хто в незліченних образах зображує дивну участь аутсайдерівОригінальний текст (англ.) Who in innumerable guises portrays the surprising involvement of the outsider | [ 110 ]  |
| 2004 |                 | Ельфріде Єлінек (нар. 1946)               | Австрія                                                | Німецька                | За музичний потік голосів у романах і п'єсах, які з надзвичайним лінгвістичним запалом розкривають абсурдність соціальних кліше та їхньої поневолюючої силиОригінальний текст (англ.) For her musical flow of voices and counter-voices in novels and plays that with extraordinary linguistic zeal reveal the absurdity of society's clichés and their subjugating power | [ 111 ]  |
| 2005 |                 | Гарольд Пінтер (1930—2008)                | Велика Британія                                        | Англійська              | Хто в своїх п'єсах відкриває прірву, що лежить під метушнею повсякденность, і вдерається у катівні песимізмуОригінальний текст (англ.) Who in his plays uncovers the precipice under everyday prattle and forces entry into oppression's closed rooms | [ 112 ]  |
| 2006 |                 | Орхан Памук (нар. 1952)                   | Туреччина                                              | Турецька                | Хто у пошуках меланхолійної душі рідного міста знайшов нові символи для зіткнення і переплетення культурОригінальний текст (англ.) Who in the quest for the melancholic soul of his native city has discovered new symbols for the clash and interlacing of cultures | [ 113 ]  |
| 2007 |                 | Доріс Лессінг (1919—2013)                 | Велика Британія (народилася в Ірані)                   | Англійська              | Хто оповідає про досвід жінок, зі скептицизмом, пристрастю і пророчої силою розглядає розділену цивілізаціюОригінальний текст (англ.) That epicist of the female experience, who with scepticism, fire and visionary power has subjected a divided civilisation to scrutiny | [ 114 ]  |
| 2008 |                 | Жан-Марі Ґюстав Ле Клезіо (нар. 1940)     | Франція                                                | Французька              | Автор нових напрямів, поетичних пригод, чуттєвих захоплень, дослідник людства поза межами правлячої цивілізаціїОригінальний текст (англ.) Author of new departures, poetic adventure and sensual ecstasy, explorer of a humanity beyond and below the reigning civilization | [ 115 ]  |
| 2009 |                 | Герта Мюллер (нар. 1953)                  | Німеччина (народилася в Румунії)                       | Німецька                | Хто із зосередженістю в поезії і щирістю в прозі описує життя знедоленихОригінальний текст (англ.) Who, with the concentration of poetry and the frankness of prose, depicts the landscape of the dispossessed | [ 116 ]  |
| 2010 |                 | Маріо Варґас Льйоса (1936—2025)           | Перу Іспанія                                           | Іспанська               | За детальний опис структури влади і за яскраве зображення повстання, боротьби і поразки особистості Оригінальний текст (англ.) For his cartography of structures of power and his trenchant images of the individual's resistance, revolt, and defeat | [ 117 ]  |
| 2011 |                 | Томас Транстремер (1931—2015)             | Швеція                                                 | Шведська                | За стислі та прозорі образи, що дали читачам змогу по-новому поглянути на реальний світОригінальний текст (англ.) Because, through his condensed, translucent images, he gives us fresh access to reality | [ 118 ]  |
| 2012 |                 | Мо Янь (нар. 1955)                        | КНР                                                    | Китайська               | За галюциногенний реалізм, що поєднується з народними казками, історією та сучасністюОригінальний текст (англ.) Who with hallucinatory realism merges folk tales, history and the contemporary | [ 119 ]  |
| 2013 |                 | Еліс Манро (1931—2024)                    | Канада                                                 | Англійська              | Майстер сучасного оповіданняОригінальний текст (англ.) Master of the contemporary short story | [ 120 ]  |
| 2014 |                 | Патрік Модіано (нар. 1945)                | Франція                                                | Французька              | За мистецтво пам'яті, з яким він розкриває найневловніше в людській долі й показує життя в окупаціїОригінальний текст (англ.) For the art of memory with which he has evoked the most ungraspable human destinies and uncovered the life-world of the occupation | [ 121 ]  |
| 2015 |                 | Світлана Алексієвич (нар. 1948)           | Білорусь (народилася в СРСР)                           | Російська               | За її багатоголосу творчість — пам'ятник стражданню і мужності у наш часОригінальний текст (англ.) For her polyphonic writings, a monument to suffering and courage in our time | [ 122 ]  |
| 2016 |                 | Боб Ділан (нар. 1941)                     | США                                                    | Англійська              | За створення нових поетичних експресій в американській пісенній традиціїОригінальний текст (англ.) For having created new poetic expressions within the great American song tradition | [ 123 ]  |
| 2017 |                 | Кадзуо Ішіґуро (нар. 1954)                | Велика Британія (народився в Японії)                   | Англійська              | Хто в своїх повістях потужної емоційної сили відкриває прірву під нашим ілюзорним почуттям зв'язку зі світомОригінальний текст (англ.) Who, in novels of great emotional force, has uncovered the abyss beneath our illusory sense of connection with the world | [ 124 ]  |
| 2018 |                 | Ольга Токарчук (нар. 1962)                | Польща                                                 | Польська                | За оповідальну уяву, яка з енциклопедичною пристрастю зображує перетин кордонів, як форму життяОригінальний текст (англ.) For a narrative imagination that with encyclopedic passion represents the crossing of boundaries as a form of life | [ 125 ]  |
| 2019 |                 | Петер Гандке (нар. 1942)                  | Австрія                                                | Німецька                | За впливову роботу, яка з лінгвістичною винахідливістю дослідила периферію та специфіку людського досвідуОригінальний текст (англ.) For an influential work that with linguistic ingenuity has explored the periphery and the specificity of human experience | [ 126 ]  |
| 2020 |                 | Луїза Глюк (1943—2023)                    | США                                                    | Англійська              | За безпомильний поетичний голос, який суворою красою робить індивідуальне існування універсальнимОригінальний текст (англ.) For her unmistakable poetic voice that with austere beauty makes individual existence universal | [ 127 ]  |
| 2021 |                 | Абдулразак Гурна (нар. 1948)              | Велика Британія (Народився в Танзанії)                 | Англійська              | За безкомпромісне та співчутливе проникнення у наслідки колоніалізму та долю біженця у прірві між культурами та континентамиОригінальний текст (англ.) For his uncompromising and compassionate penetration of the effects of colonialism and the fate of the refugee in the gulf between cultures and continents | [ 128 ]  |
| 2022 |                 | Анні Ерно (нар. 1940)                     | Франція                                                | Французька              | За сміливість і клінічну гостроту, з якими вона відкриває коріння, відчуження і колективні обмеження особистої пам'ятіОригінальний текст (англ.) For the courage and clinical acuity with which she uncovers the roots, estrangements and collective restraints of personal memory | [ 129 ]  |
| 2023 |                 | Юн Фоссе (нар. 1959)                      | Норвегія                                               | Норвезька               | За його новаторські п’єси та прозу, які висловлюють невимовнеОригінальний текст (англ.) For his innovative plays and prose which give voice to the unsayable | [ 130 ]  |
| 2024 |                 | Хан Ґан (нар. 1970)                       | Південна Корея                                         | Корейська               | За інтенсивну поетичну прозу, яка протистоїть історичним травмам і викриває крихкість людського життяОригінальний текст (англ.) For her intense poetic prose that confronts historical traumas and exposes the fragility of human life | [ 131 ]  |

## Кількість лауреатів за країною
В переліку нижче наведено список зі 121 лауреатом Нобелівської премії з літератури з 1901 по 2024 роки, відповідно до країни-громадянства на момент отримання премії: 
|                                               | \| Країна \| Кількість лауреатів \| \| --------------------------------------------- \| ------------------- \| \| Франція \| 17 \| \| Велика Британія \| 13 \| \| США \| 11 \| \| Німеччина (включно з Німецькою імперією) \| 8 \| \| Швеція \| 8 \| \| Італія (включно з Італійським королівством) \| 6 \| \| Іспанія \| 6 \| \| Польща \| 5 \| \| Норвегія \| 4 \| \| Росія (включно з Російською імперією та СРСР) \| 4 \| \| Ірландія \| 3 \| \| Данія \| 3 \| \| Чилі \| 2 \| \| КНР \| 2 \| \| Греція (включно з Грецьким королівством) \| 2 \| \| Японія \| 2 \| \| Південна Африка \| 2 \| \| Швейцарія \| 2 \| \| Австрія \| 2 \| \| Австралія \| 1 \| \| Білорусь \| 1 \| \| Бельгія \| 1 \| \| Болгарія \| 1 \| \| Канада \| 1 \| \| Колумбія \| 1 \| \| Чехословаччина \| 1 \| \| Єгипет \| 1 \| \| Фінляндія \| 1 \| \| Гватемала \| 1 \| \| Угорщина \| 1 \| \| Ісландія \| 1 \| \| Індія \| 1 \| \| Ізраїль \| 1 \| \| Мавританія \| 1 \| \| Мексика \| 1 \| \| Нігерія \| 1 \| \| Перу \| 1 \| \| Португалія \| 1 \| \| Південна Корея \| 1 \| \| Сент-Люсія \| 1 \| \| Туреччина \| 1 \| \| Югославія \| 1 \| |
| Країна                                        | Кількість лауреатів |
| Франція                                       | 17 |
| Велика Британія                               | 13 |
| США                                           | 11 |
| Німеччина (включно з Німецькою імперією)      | 8 |
| Швеція                                        | 8 |
| Італія (включно з Італійським королівством)   | 6 |
| Іспанія                                       | 6 |
| Польща                                        | 5 |
| Норвегія                                      | 4 |
| Росія (включно з Російською імперією та СРСР) | 4 |
| Ірландія                                      | 3 |
| Данія                                         | 3 |
| Чилі                                          | 2 |
| КНР                                           | 2 |
| Греція (включно з Грецьким королівством)      | 2 |
| Японія                                        | 2 |
| Південна Африка                               | 2 |
| Швейцарія                                     | 2 |
| Австрія                                       | 2 |
| Австралія                                     | 1 |
| Білорусь                                      | 1 |
| Бельгія                                       | 1 |
| Болгарія                                      | 1 |
| Канада                                        | 1 |
| Колумбія                                      | 1 |
| Чехословаччина                                | 1 |
| Єгипет                                        | 1 |
| Фінляндія                                     | 1 |
| Гватемала                                     | 1 |
| Угорщина                                      | 1 |
| Ісландія                                      | 1 |
| Індія                                         | 1 |
| Ізраїль                                       | 1 |
| Мавританія                                    | 1 |
| Мексика                                       | 1 |
| Нігерія                                       | 1 |
| Перу                                          | 1 |
| Португалія                                    | 1 |
| Південна Корея                                | 1 |
| Сент-Люсія                                    | 1 |
| Туреччина                                     | 1 |
| Югославія                                     | 1 |

В цю таблицю не включено 1 лауреата. Така невідповідність зумовлена тим, що на момент здобуття премії у 1933 році Іван Бунін не був громадянином жодної з країн світу, і тому його ім'я не враховано в цьому переліку.
Окрім того, лауреата 1980 року Чеслава Мілоша включено одночасно до списку нобелянтів Польщі, хоча на момент присудження йому премії він був громадянином як Польщі так і США. Так само, незважаючи на подвійне іспано-перуанське громадянство, лауреата 2010 року Маріо Варґаса Льйосу зазвичай відносять лише до переліку нобелівських лауреатів Перу.
Ім'я Генрика Сенкевича значиться у списку нобелівських лауреатів Польщі, хоча за життя письменник був громадянином Російської імперії, до складу якої входили польські землі.

## Кількість лауреатів за мовами
У переліку нижче наведено рейтинг мов, якими здебільшого послуговувалися лауреати Нобелівської премії з літератури у своїх працях. Троє з-поміж лауреатів писали свої твори здебільшого двома мовами: Рабіндранат Тагор писав англійською та бенгальською, Семюел Бекет — англійською та французькою, Йосип Бродський — англійською та російською. Цих митців зазвичай заносять до переліку письменників, що писали бенгальською, французькою та російською мовами відповідно.
|                 | \| Мова \| Кількість лауреатів \| \| --------------- \| ------------------- \| \| Англійська \| 32 \| \| Французька \| 18 \| \| Німецька \| 14 \| \| Іспанська \| 11 \| \| Шведська \| 7 \| \| Італійська \| 6 \| \| Російська \| 6 \| \| Польська \| 5 \| \| Норвезька \| 4 \| \| Данська \| 3 \| \| Грецька \| 2 \| \| Китайська \| 2 \| \| Японська \| 2 \| \| Арабська \| 1 \| \| Бенгальська \| 1 \| \| Іврит \| 1 \| \| Ісландська \| 1 \| \| Їдиш \| 1 \| \| Окситанська \| 1 \| \| Португальська \| 1 \| \| Сербохорватська \| 1 \| \| Турецька \| 1 \| \| Угорська \| 1 \| \| Фінська \| 1 \| \| Чеська \| 1 \| \| Корейська \| 1 \| |
| Мова            | Кількість лауреатів |
| Англійська      | 32 |
| Французька      | 18 |
| Німецька        | 14 |
| Іспанська       | 11 |
| Шведська        | 7 |
| Італійська      | 6 |
| Російська       | 6 |
| Польська        | 5 |
| Норвезька       | 4 |
| Данська         | 3 |
| Грецька         | 2 |
| Китайська       | 2 |
| Японська        | 2 |
| Арабська        | 1 |
| Бенгальська     | 1 |
| Іврит           | 1 |
| Ісландська      | 1 |
| Їдиш            | 1 |
| Окситанська     | 1 |
| Португальська   | 1 |
| Сербохорватська | 1 |
| Турецька        | 1 |
| Угорська        | 1 |
| Фінська         | 1 |
| Чеська          | 1 |
| Корейська       | 1 |